# Stanisław Mleko
Stanisław Wacław Mleko (ur. 1964) – polski chemik i technolog żywności, prof. dr hab., wykładowca Uniwersytetu Przyrodniczego w Lublinie.

## Życiorys
W 1992 ukończył studia z zakresu technologii żywności w krakowskiej Akademii Rolniczej. W tej samej uczelni 21 czerwca 1995 obronił pracę doktorską Żelowanie i mikrokoagulacja koncentratów i izolatu białek serwatkowych (promotor prof. Bohdan Achrem-Achremowicz). 29 czerwca 2000 uzyskał stopień doktora habilitowanego, na podstawie rozprawy Żelowanie białek serwatkowych i ich mieszanin z sacharydami. 20 maja 2004 otrzymał tytuł profesorski.
Od 1992 jest pracownikiem Akademii Rolniczej w Lublinie (obecnie Uniwersytet Przyrodniczy w Lublinie), aktualnie na Wydziale Nauk o Żywności i Biotechnologii. Staże naukowe odbywał w Kanadzie na Uniwersytecie Kolumbii Brytyjskiej i Uniwersytecie Alberty, a także w Instytutach Badań Agronomicznych w Lille i Rennes. Pracował w USA na Uniwersytecie Stanu Karolina Północna, University of Wisconsin i University of Florida. Specjalizuje się w technologii mleczarstwa. Był promotorem czterech rozpraw doktorskich. Jest członkiem Komitetu Nauk o Żywności Polskiej Akademii Nauk.
W wolnych chwilach uprawia sport i pisze wiersze. Jako autor tekstów współpracuje z zespołem Projekt Wielkopłytowy. Jest laureatem Ogólnopolskiego Konkursu Poezji im. H. Poświatowskiej.

## Dzieła
- 1998: Żelowanie białek serwatkowych i ich mieszanin z sacharydami
- 2007: Kamienne drzwi (poezja)

## Odznaczenia
- Złoty Medal za Długoletnią Służbę (2023)[1]